# Fan Li

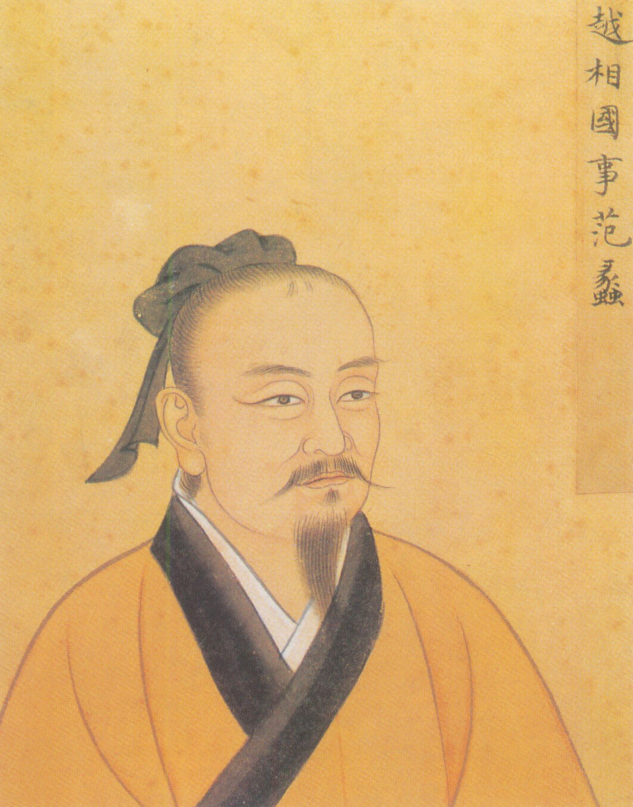
Fan Li

Fan Li (Chino: 范|蠡, p Fàn Lǐ) era un antiguo asesor chino en el Estado Yue durante el periodo de las Primaveras y Otoños.

## Biografía
Fan Li nació en 517 a. C., muriendo en fecha desconocida
Estuvo como rehén en el Estado Wu junto con Rey Goujian de Yue. Tres años más tarde volvieron y le ayudó a Goujian para llevar a cabo una reforma. Por fin el Estado Yue fue capaz de derrotar al Estado de Wu. 
Después de la victoria que él renunció, se cambió el nombre a Tao Zhu Gong (陶|朱|公 p Táo Zhū Gōng). Se convirtió en un empresario en sus últimos años y se convirtió en leyenda por su éxito. 

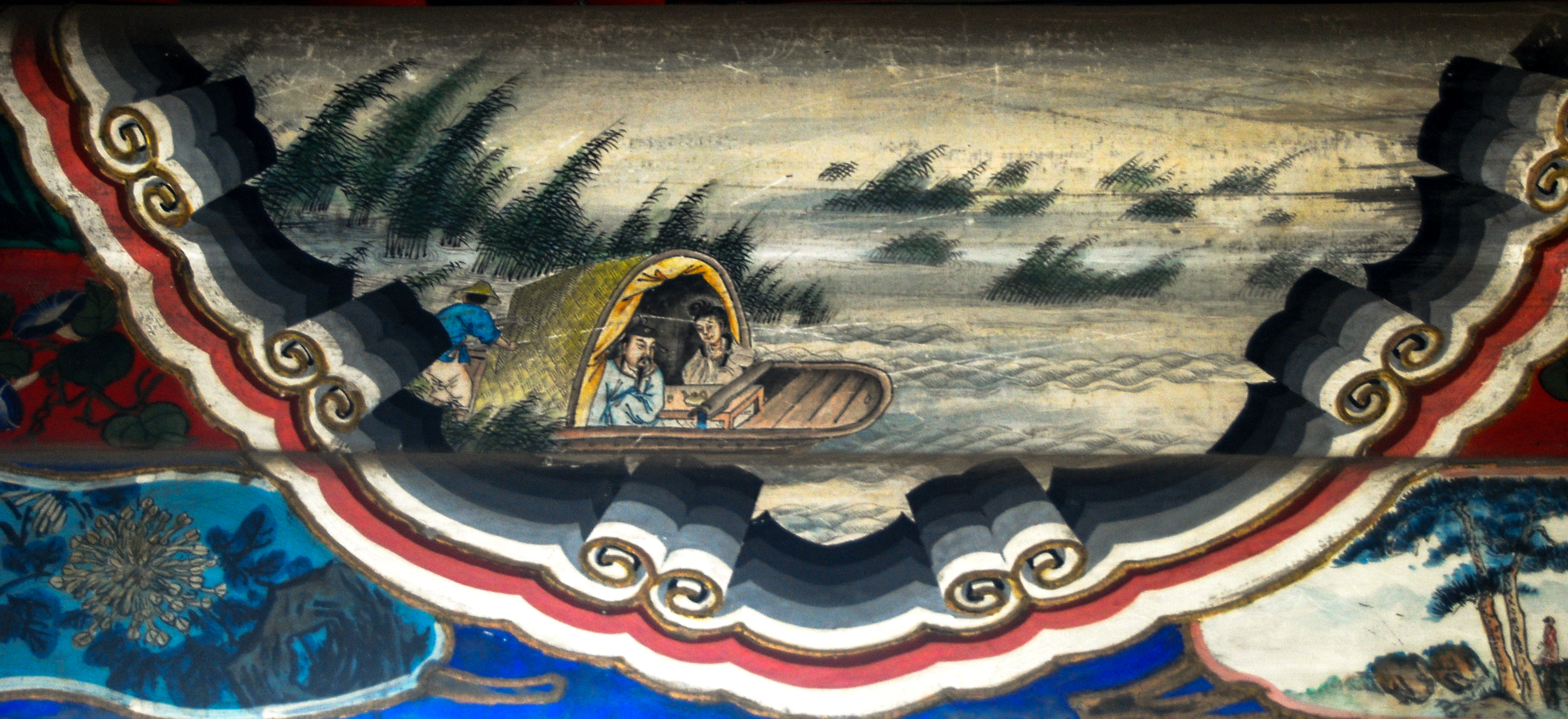
Fan Li y Xi Shi paseando en barca por el lago Tai He.

En la leyenda, después de la caída de Wu, Fan Li se retiró de su cargo ministerial y vivió con Xi Shi en un barco de pesca, como la itinerancia de los inmortales en el desierto de niebla del lago Tai He. 
Fan Li se convirtió en uno de los prototipos de la última religión popular china del dios dinero Cai Shen.
Fan Li gestionó una farmacia donde se vendía la medicina tradicional china. La farmacia originalmente incluía sólo dos empleados de edad avanzada, "Cuestionando tío" (何伯, Hé Bó) y "Tio Propietario" (德叔, Dé Shū). La empresa comenzó a expandirse sólo cuando Fan contrató al hijo menor de He Bo, "Pequeña Escritura" (小文, Xiăo Wén).

## Obras
Fan Li está reconocido como el autor de varios libros sobre negocios, incluyendo La piscicultura clásica ( 養魚經,  养鱼经, Yǎngyú Jīng), la obra más antigua conocida sobre piscifactorías, y las reglas de oro del éxito del negocio ( 經商寶典,  经商宝典, Jīng Shāng Băo Diăn). El libro más tardío, probablemente de un origen más tardío, sigue siendo popular hoy en día. Incluye 12 principios y 12 trampas que describen el arte de la gestión de un negocio exitoso. 
Fan Li tenía una inusual visión del dinero entre los magnates de su tiempo. Fan Li creía que el que entiende de dinero estaría dispuesto a abandonarlo si se convierte en una carga. Es sólo un medio para un fin y no debe ser tomado demasiado en serio. No obstante, debe ser gestionado y adquirido de acuerdo a unos principios. Fan Li también exhortó a una realización un tanto suave de estos principios, fomentando la utilización amplia y flexible en diversas situaciones.
Las Doce Reglas de Oro, son las siguientes: 
- Capacidad para conocer el carácter de las personas. Debe percibir la evidencia de las características de la experiencia.
- Habilidad para gestionar a la gente. Nunca prejuzgar una perspectiva.

• Capacidad para mantener la concentración en el negocio. Tener un enfoque definido en la vida y los negocios y evitar desperdigarse en proyectos muy diferentes.
- Capacidad para organizarse. Una presentación desorganizada es poco atractiva.
- Habilidad para ser adaptable. Asegúrese de que está lo suficientemente organizado como para responder rápidamente.
- Capacidad para controlar el crédito. No permita la falta de pago. Asegúrese de que recoja lo que se debe.
- Capacidad para situar y desplegar personas. Sitúe a los empleados en formas que pongan en evidencia su potencial(es).
- Capacidad de articular y de mercadería. Usted debe ser capaz de educar a los clientes sobre el valor de los bienes.
- Capacidad de sobresalir en comprar. Utilice su mejor juicio en la adquisición de valores.
- Capacidad para analizar las oportunidades y amenazas del mercado. Sepa lo que está vendiendo por áreas y tendencias.
- Capacidad para dirigir con el ejemplo. Tener reglas y normas definidas. Asegúrese de que se siguen para asegurar las buenas relaciones.
- Posibilidad de tener visión empresarial. Conocer las tendencias del mercado y los ciclos.

Los Doce Salvaguardas de Oro son: 
- No sea tacaño. Nunca confundir eficiencia con la inhumanidad.
- No ser insípido. Tenga confianza en la búsqueda de oportunidades. El tiempo es la esencia.
- No sea ostentoso. No gastar de más con el fin de hacer una impresión.
- No ser deshonesto. La verdad es la única base para el negocio. Sin ella alguien va a salir lastimado.
- No ser lento en el cobro de deudas. Sin recolecciones, la liquidez se ve afectada.
- No recortar los precios arbitrariamente. Esto sólo dará lugar a una guerra de precios en el que todo el mundo perderá.
- No ceda a instinto gregario. Asegúrese de que las oportunidades son reales y no parten de una moda.
- No trabajar en contra del ciclo económico. Cuando las cosas bajan de precio, van a continuación a subir y viceversa.
- No seas un palo-en-el-barro. Manténgase al día con las cosas y avance. Examine nuevas cosas objetivamente.
- No sobrepase los créditos. El crédito no es una licencia para gastar salvajemente.
- No tenga fondos a un nivel bajo (mantener fondos de reserva fuertes). Cuando el ritmo del negocio es lento, uno con dinero puede ampliar mientras que otros cierran.
- No apoyar ciegamente un producto. Asegúrese de que sus proveedores todavía están siguiendo un procedimiento operativo estándar.

Versiones de dibujos animados de este libro están ampliamente disponibles en Singapur, tanto en chino mandarín como en inglés. La versión en mandarín incluye Hanyu Pinyin y una traducción al inglés para cada uno de los principios de negocio originales.